# Habenaria adolphi
Habenaria adolphi är en orkidéart som beskrevs av Rudolf Schlechter. Habenaria adolphi ingår i släktet Habenaria och familjen orkidéer. Inga underarter finns listade i Catalogue of Life.